# کادیری
کادیری (به انگلیسی: Kadiri) یک منطقهٔ مسکونی در هند است که در Kadiri mandal واقع شده‌است. کادیری ۲۵٫۸۸ کیلومتر مربع مساحت و ۸۹٬۴۲۹ نفر جمعیت دارد و ۵۰۴ متر بالاتر از سطح دریا واقع شده‌است.